# غضائری رازی
اَبوزَید محمد غضائری رازی (درگذشتهٔ ۴۲۶ قمری) شاعر ایرانی، از شاعران بزرگ ایرانی اهل ری و از مداحان امرای آخر دیلمی در ری و نیز سلطان محمود غزنوی بوده‌است. لقب شعری او غضایری است؛ غضاری هم نوشته‌اند. غضایری یعنی کسی که منسوب است به گلی که به آن گل سفال سازند. تذکره‌نویسان متاخر همچون دولتشاه سمرقندی در شرح احوال غضائری نوشته‌اند که او از ولایت ری به عزم خدمت سلطان محمود به غزنین رفت و در خدمت او تقرب بسیار یافت، و محسود شاعران دربار شد، چنانکه عنصری بر او رشک برد و دیوان او را در حضورش به آب شست . لیکن اولاً غضائری در قصیده‌ای که در جواب عنصری ساخته و به غزنین فرستاده اشارات صریح به دوری از غزنین دارد، و ثانیاً مسعود سعد در اشارتی که به غضائری و قصیدهٔ لامیه او دارد به دوری وی از غزنین و ارسال هر قصیده از شهر ری تصریح می‌کند.
گفته‌اند که غضائری مذهب شیعه داشت و ابیاتی که از غضائری نقل کرده و دلیل تشیع او قرار داده‌اند این است :
| مرا شفاعت این پنج تن بسنده بود    |  | که روز حشر بدین پنج تن رسانم تن |
| بهین خلق و برادرش و دختر و دو پسر |  | محمد و علی و فاطمه، حسین و حسن  |

## نمونه شعر
از جمله قصایدی که در مدح محمود غزنوی به غزنین فرستاده قصیدهٔ لامیهٔ معروف است که در آن از کثرت عطایای محمودی اظهار ملال کرده و از حیث ابتکار این معنی در میان شاعران شهرت خاص یافته‌است:
| اگر کمال به جاه اندرست و جاه به مال  |  | مرا ببین که ببینی کمال را به کمال     |
| من آن کسم که به من تا به حشر فخر کند |  | هر آنکه بر سر یک بیت من نویسد قال     |
| همه کس از قبل نیستی فغان دارند       |  | گه ضعیفی و بیچارگی و سستی حال         |
| من آن کسم که فغانم به چرخ زهره رسید  |  | ز جود آن ملکی کم ز مال داد ملال       |
| روا بود که ز بس بار شکر نعمت شاه     |  | فغان کنم که ملالم گرفت زین اموال      |
| چو شعر شکر فرستم ازین سپس بر شاه     |  | نگر چه خواهم گفتن ز کبر و غنج و دلال  |
| بس ای ملک که نه لولو فروختم به سلم   |  | بس ای ملک که نه گوهر فروختم به جوال   |
| بس ای ملک که ازین شاعری و شعر مرا    |  | ملک فریب بخوانند و جادوی محتال        |
| بس ای ملک که جهان را به شبهت افگندی  |  | که زر سرخ است این یا شکسته سنگ و سفال |
| بس ای ملک که ضیاع من و عقار مرا      |  | نه آفتاب مساحت کند نه باد شمال        |